# بزمجه تمساحی
 بزمجه تمساحی (نام علمی: Varanus salvadorii) نام یک گونه از سرده بزمجه است.